# MOE (キックボクサー)
MOE（もえ、2002年8月13日 - ）は、日本の女性 キックボクサー。大阪府大阪市出身。第19回K-1アマチュア チャレンジBクラス 女子-45kg優勝。
若獅子会館所属。
リングネームは : MOEアマチュアの時は本名の高橋萌で出場していた。
K-1甲子園2019〜西日本予選トーナメント〜のウグイス嬢。

## 経歴
7歳から格闘技を始めた。
中学生になると、K-1アマチュアBクラスに出場し優勝を果たす。

RKSGOLDRUSHでプロデビュー。
また、高校生に上がるとK-1甲子園でワンマッチをし、見事に勝利を収めた。
その時に関西出身の真優と美伶と仲良くなった
2018年12月16日Krushにデビューし、高梨knuckle美穂に惜しくも負ける。
翌年2019年5月18日のKrush.96で豊嶋 里美に見事に勝利を収めた。
K-1甲子園2020西日本決定トーナメントでウグイス嬢を経験した。
2022年3月26日にKrush.135で森川 侑凜と対戦。延長になり判定3-0で勝利し同門の峯大樹と感動して泣いていた。
兄の高橋直輝がKrushスーパーフェザー級王者を奪還。若獅子会館に初のK-1グループのベルトが来た。

## 戦績
| キックボクシング 戦績 | キックボクシング 戦績 | キックボクシング 戦績 | キックボクシング 戦績 | キックボクシング 戦績 | キックボクシング 戦績 | キックボクシング 戦績 |
| --------------------- | --------------------- | --------------------- | --------------------- | --------------------- | --------------------- | --------------------- |
| 12 試合               | (T)KO                 | 判定                  | その他                | 引き分け              | 無効試合              |                       |
| 6 勝                  | 0                     | 6                     | 0                     | 0                     | 0                     |                       |
| 6 敗                  | 0                     | 6                     | 0                     | 0                     | 0                     |                       |

| 勝敗 | 対戦相手                           | 試合結果          | 大会名                                                                              | 開催年月日     |
| ×    | 真美                               | 3R終了判定0-3     | Krush～RING OF VENUS～                                                              | 2023年4月8日   |
| ○    | ケイト・ウィラサクレック           | 3R終了延長判定2-1 | krush.142                                                                           | 2022年11月26日 |
| ○    | MARI                               | 3R終了延長判定3-0 | K-1 WORLD GP RING OF VENUS                                                          | 2022年6月25日  |
| ○    | 森川侑凜                           | 3R終了延長判定3-0 | Krush.135                                                                           | 2022年3月26日  |
| ×    | 優                                 | 3R終了延長判定0-3 | 2021年5月30日（日）K-1 WORLD GP 2021 JAPAN～K-1バンタム級日本最強決定トーナメント～ | 2022年3月26日  |
| ×    | 菅原美優                           | 3R終了判定0-3     | Krush.119 【第3代Krush女子アトム級王座決定トーナメント 決勝戦】                     | 2020年11月27日 |
| ○    | チャン・リー                       | 3R終了判定3-0     | Krush.115 【第3代Krush女子アトム級王座決定トーナメント 準決勝】                     | 2020年7月21日  |
| ×    | パヤーフォン・アユタヤファイトジム | 3R終了 判定       | Krush.111                                                                           | 2020年2月24日  |
| ×    | 山田真子                           | 3R終了 判定       | Krush.107                                                                           | 2019年11月16日 |
| ○    | 豊嶋里美                           | 3R終了 判定       | Krush.96                                                                            | 2019年5月18日  |
| ×    | 高梨knuckle美穂                    | 3R終了 判定       | Krush.96                                                                            | 2018年12月16日 |
| ○    | 実優                               | 3R終了 判定3-0    | マーシャルアーツ日本キックボクシング連盟RKSゴールドラッシュ2                        | 2018年5月20日  |

## 獲得タイトル
- 第19回K-1アマチュア チャレンジBクラス 女子-45kg優勝
- 第3代Krush女子アトム級王座決定トーナメント準優勝